# Рівновага на голові
Рівнова́га на голові́ або Сті́йка на голові́ (англ. headstand) — інверсія пози стоячи уверх головою. Техніка використовується в різних умовах, таких як йога, брейк, акробатика і гімнастика.